# کته‌قرغان
کته‌قرغان (به ازبکی: Kattaqo'rg'on، کتته قۉرغان) شهری در ولایت سمرقند کشور ازبکستان است که در سرشماری سال ۲۰۱۰ میلادی، ۹۴٬۰۴۷ نفر جمعیت داشته‌است. این شهر در گذشته نامش کهن‌دز (کهن‌دژ) بوده که در نیمهٔ قرن بیستم نامش به کته‌قرغان تغییر یافته‌است. 